# Eimermelkanlage

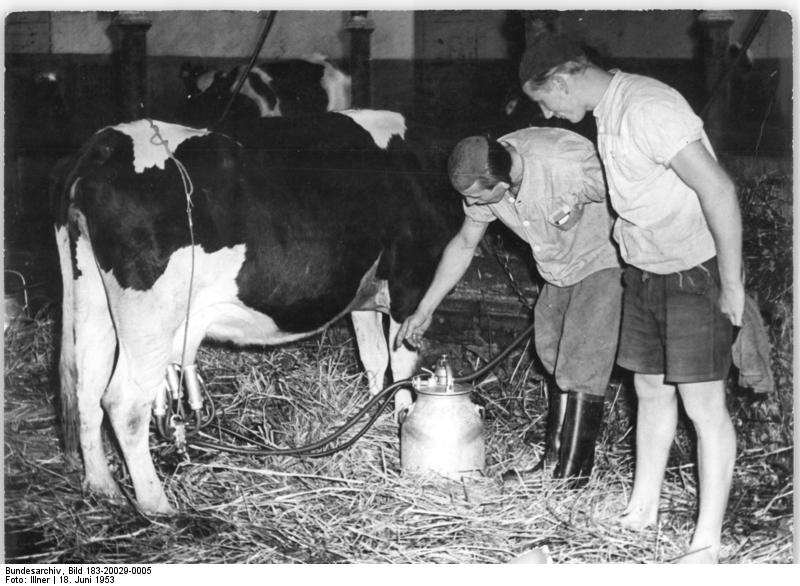
Eine Eimermelkmaschine, hier sowjetischer Bauart, 1953

Die Eimermelkanlage ist ein automatisiertes Melksystem, dass zum Melken von Kühen, Schafen und Ziegen in der Anbindestallhaltung angewandt wird. Es ist der einfachste und älteste Melkanlagentyp. Bei dem Verfahren wird die Milch mittels einer Melkmaschine (Melkzeug) in einen tragbaren Eimer (ca. 20 Liter Volumen) gepumpt, der seinerseits über einen Pulsator mit dem Vakuumsystem verbunden wird. Die Anwendung des Systems ist arbeitsaufwändig und auch milchhygienisch bedenklich, seine Verbreitung deshalb seit Jahrzehnten rückläufig. Neben Rohrmelkanlagen, Melkständen und Melkrobotern gehört das Eimermelken vor allem bei kleinen viehwirtschaftlichen Betrieben aber auch heute zu den verbreiteten Melkmethoden. So war die Eimermelkanlage in der Schweiz im Jahr 2010 sogar noch der verbreitetste Melkanlagentyp (39,4 %). Ein bedeutender Hersteller von Anlagen dieses Types ist DeLaval.